# Portugal nos Jogos Olímpicos de Verão de 1968
Portugal participou dos Jogos Olímpicos de Verão de 1968 na Cidade do México. Nesta edição o país não teve medalhistas.